# Madagaskars regioner
Madagaskar är indelat i 22 regioner (faritra):  Dessa ersatte 2007 de tidigare provinserna. Regionerna är i sin tur är indelade i 119 distrikt. Distrikten är indelade i 1 597 communes.

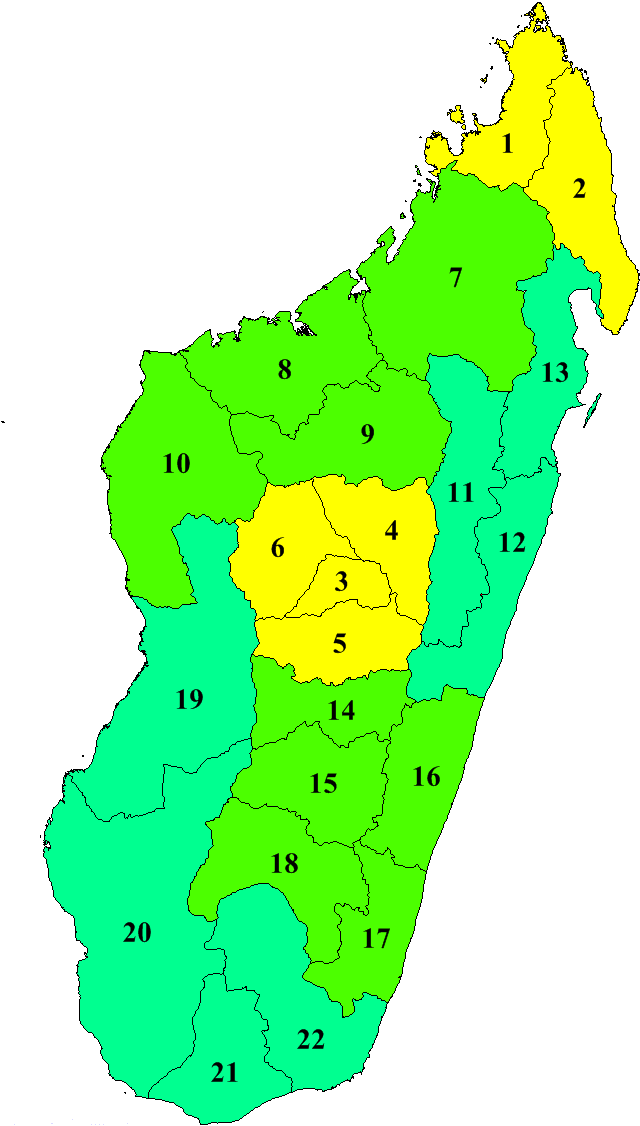
Madagaskars regioner

| Nr | Region              | Provins      | Huvudstad       | Invånare  | Yta (km²) |
| -- | ------------------- | ------------ | --------------- | --------- | --------- |
| 1  | Diana               | Antsiranana  | Antsiranana     | 485 800   | 19 266    |
| 2  | Sava                | Antsiranana  | Sambava         | 805 300   | 25 518    |
| 3  | Itasy               | Antananarivo | Miarinarivo     | 643 000   | 6 993     |
| 4  | Analamanga          | Antananarivo | Antananarivo    | 2 811 500 | 16 911    |
| 5  | Vakinankaratra      | Antananarivo | Antsirabe       | 1 589 800 | 16 599    |
| 6  | Bongolava           | Antananarivo | Tsiroanomandidy | 326 600   | 16 688    |
| 7  | Sofia               | Mahajanga    | Antsohihy       | 940 800   | 50 100    |
| 8  | Boeny               | Mahajanga    | Mahajanga       | 543 200   | 31 046    |
| 9  | Betsiboka           | Mahajanga    | Maevatanana     | 236 500   | 30 025    |
| 10 | Melaky              | Mahajanga    | Maintirano      | 175 500   | 38 852    |
| 11 | Alaotra Mangoro     | Toamasina    | Ambatondrazaka  | 877 700   | 31 948    |
| 12 | Atsinanana          | Toamasina    | Toamasina       | 1 117 100 | 21 934    |
| 13 | Analanjirofo        | Toamasina    | Fenerive Est    | 860 800   | 21 930    |
| 14 | Amoron'i Mania      | Fianarantsoa | Ambositra       | 693 200   | 16 141    |
| 15 | Haute Matsiatra     | Fianarantsoa | Fianarantsoa    | 1 128 900 | 21 080    |
| 16 | Vatovavy-Fitovinany | Fianarantsoa | Manakara        | 1 097 700 | 19 605    |
| 17 | Atsimo-Atsinanana   | Fianarantsoa | Farafangana     | 621 200   | 18 863    |
| 18 | Ihorombe            | Fianarantsoa | Ihosy           | 189 200   | 26 391    |
| 19 | Menabe              | Toliara      | Morondava       | 390 800   | 46 121    |
| 20 | Atsimo-Andrefana    | Toliara      | Toliara         | 1 018 500 | 66 236    |
| 21 | Androy (region)     | Toliara      | Ambovombe       | 476 600   | 19 317    |
| 22 | Anosy               | Toliara      | Taolanaro       | 544 200   | 25 731    |